# Maria Burton
Maria Burton est une actrice, productrice de cinéma et réalisatrice américaine, née le 1er août 1961.

## Filmographie

### Comme actrice
- 1992 : Until Tomorrow Comes : Judge Muriel Hawthrone
- 1996 : Just Friends : Elizabeth
- 1999 : Temps : Rita, the poet / temp
- 2002 : Manna from Heaven : Ramona
- 2005 : Death of a Saleswoman : Mildred Swain
- 2005 : 2004 Subaru Primal Quest (TV)

### Comme réalisatrice
- 1996 : Just Friends
- 1999 : Temps
- 2002 : Manna from Heaven

### Comme productrice
- 1996 : Just Friends
- 1999 : Temps
- 2002 : Manna from Heaven